# مسجد توانكو ميزان زين العابدين
مسجد توانكو ميزان زين العابدين (بالملايو: Masjid Tuanku Mizan Zainal Abidin) هو المسجد الرئيسي الثاني في بوتراجاي في ماليزيا بعد مسجد بوترا، يقع المسجد في مخفر بوتراجاي في المنطقة الثالثة مقابل قصر العدل.

## البناء
بدأ بناء مسجد توانكو ميزان زين العابدين في شهر أبريل نيسان منعام 2004، واكتمل البناء تماما في شهر أغسطس من عام 2009، وافتتح رسميا من قبل يانغ دي-برتوان أغونغ ميزان زين العابدين سلطان ترغكانو في الحادي عشر من شهر يونيو من عام 2010، وتم بناء المسجد تلبية لما يقرب من 24,000 من السكان بما في ذلك موظفي الحكومة والعمال حول مركز المدينة.

## الميزات
المسجد يتميز بنظام تبريد بدمج المراوح ونظام تكييف الهواء، ويستخدم المسجد شبكة سلكية معمارية مستوردة من ألمانيا والصين، وهي نفسها التي شيدت على ملعب سانتياغو برنابيو في مدريد ومكتبة فرنسا الوطنية في باريس، ويتعزز المدخل الرئيسي بالزجاج المقوى الملموس لزيادة سلامة هيكل المسجد، الطريق المسجد بني على مساحة 13639 متر مربع، زينت داخلية المسجد بمخطوطات أسماء الله الحسنى بخط الثلث، تزين مدخل قاعة الصلاة الرئيسية بالآية ثمانين من سورة الإسراء من القرآن الكريم، جدار المحراب مصنوع من 13 متر من لوحة زجاجية مستوردة من ألمانيا، وهو مدرج ويحوي اثنين من الآيات من سورة البقرة على اليمين وايات من سورة إبراهيم على اليسار، تم تصميم جدار المحراب بحيث ينعكس أي ضوء يقع عليه.

## الصور

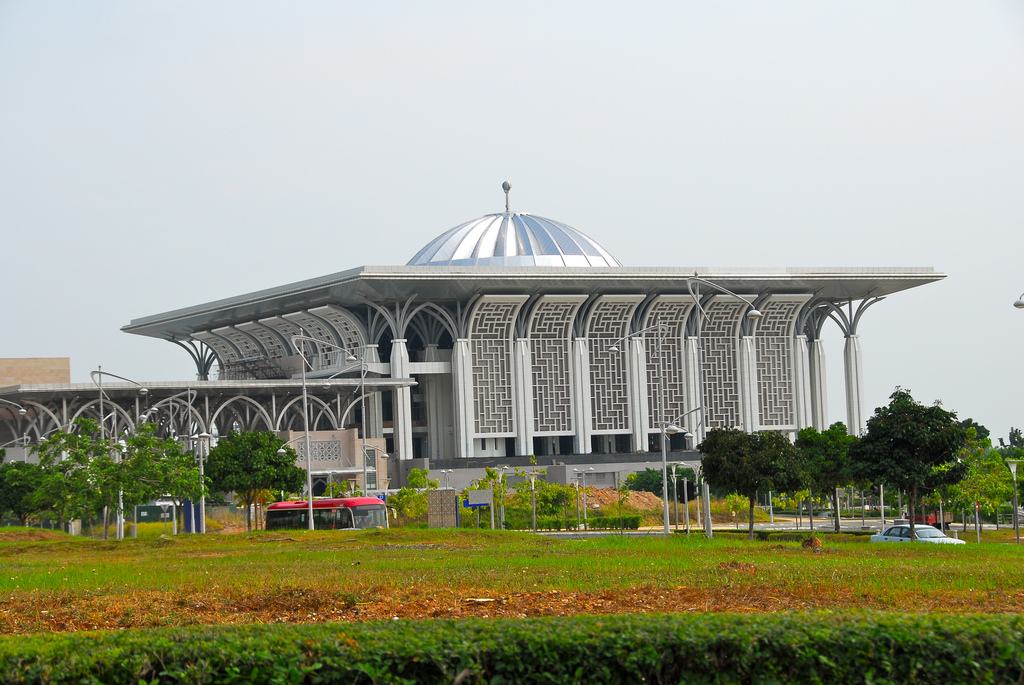
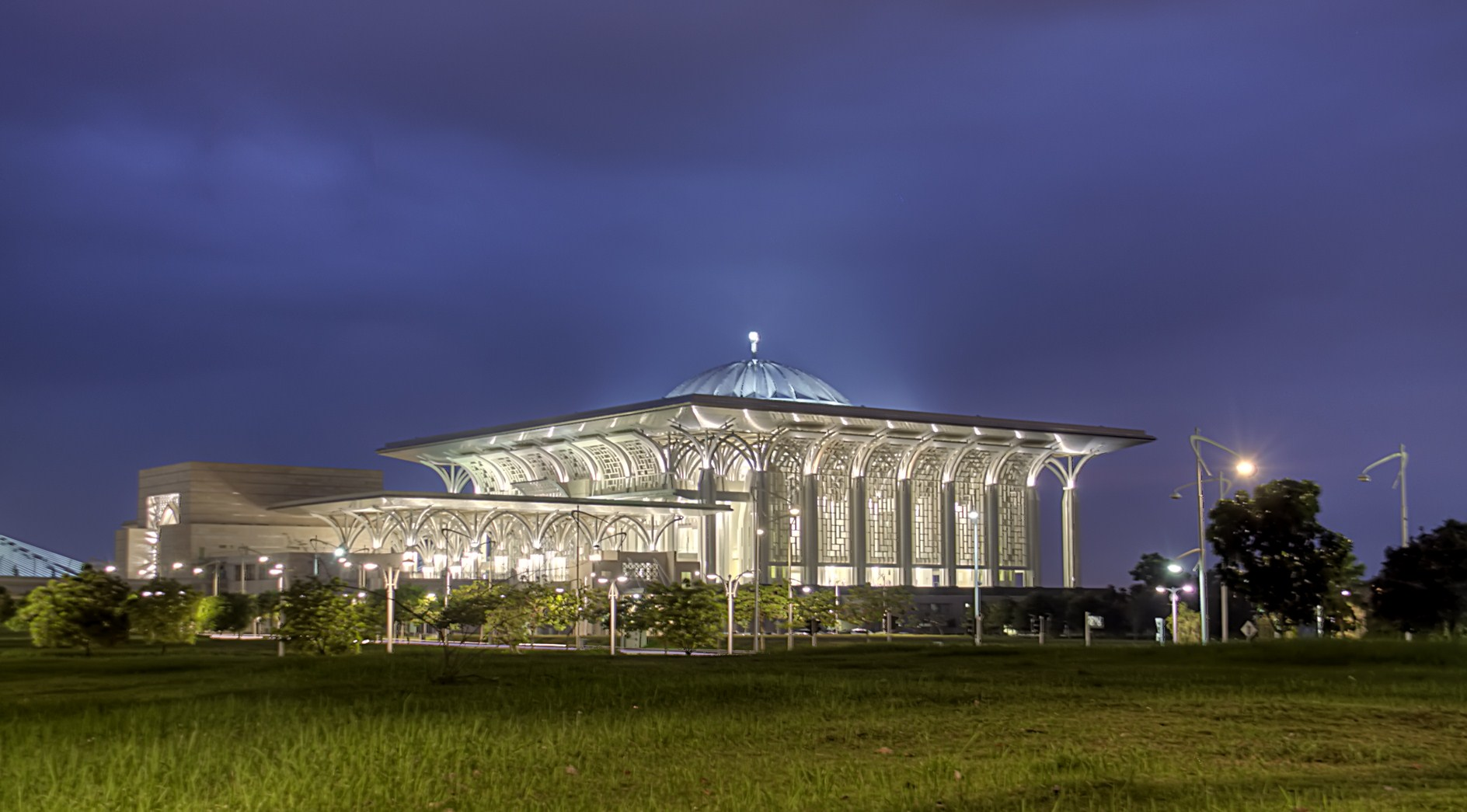
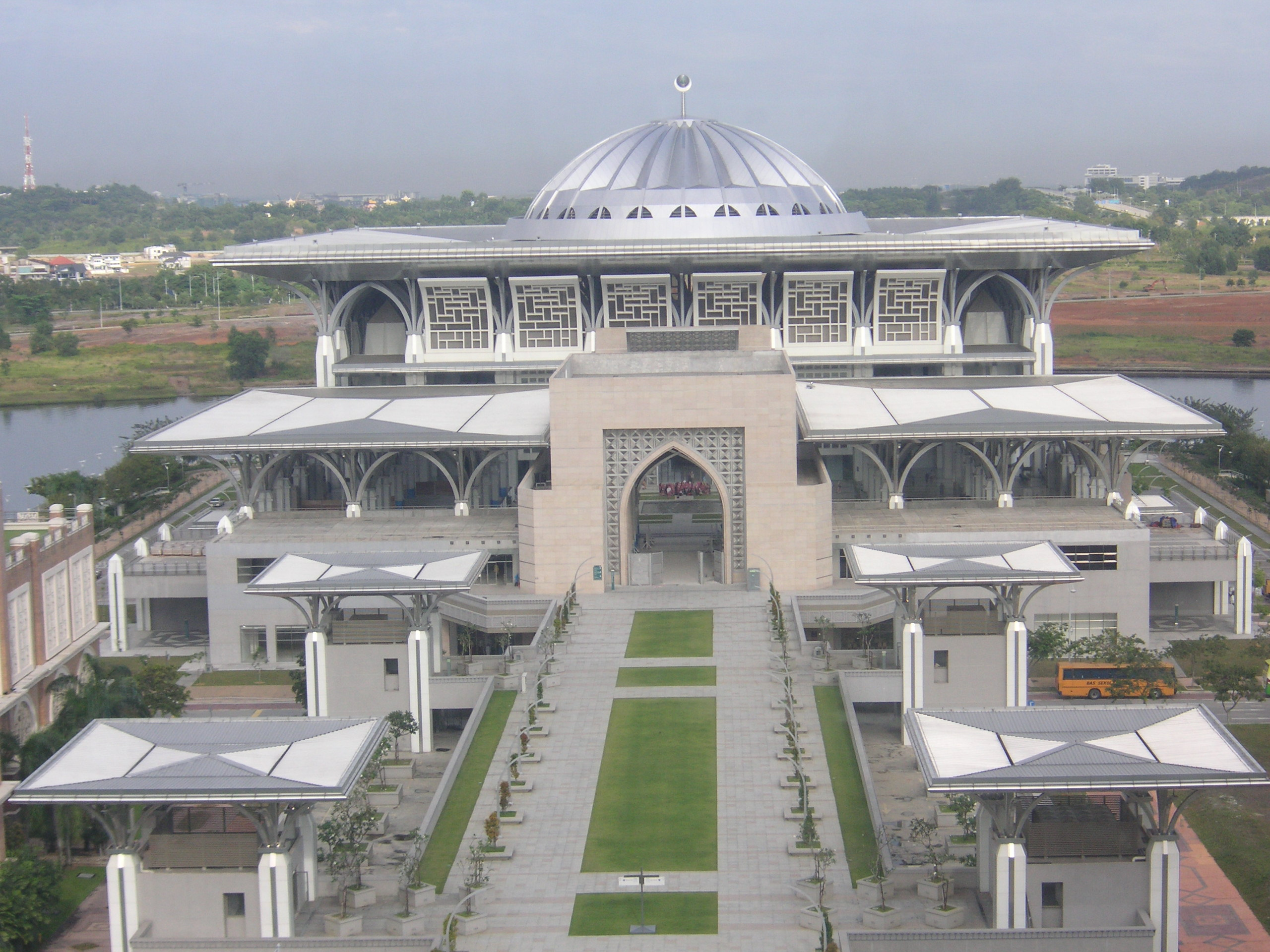
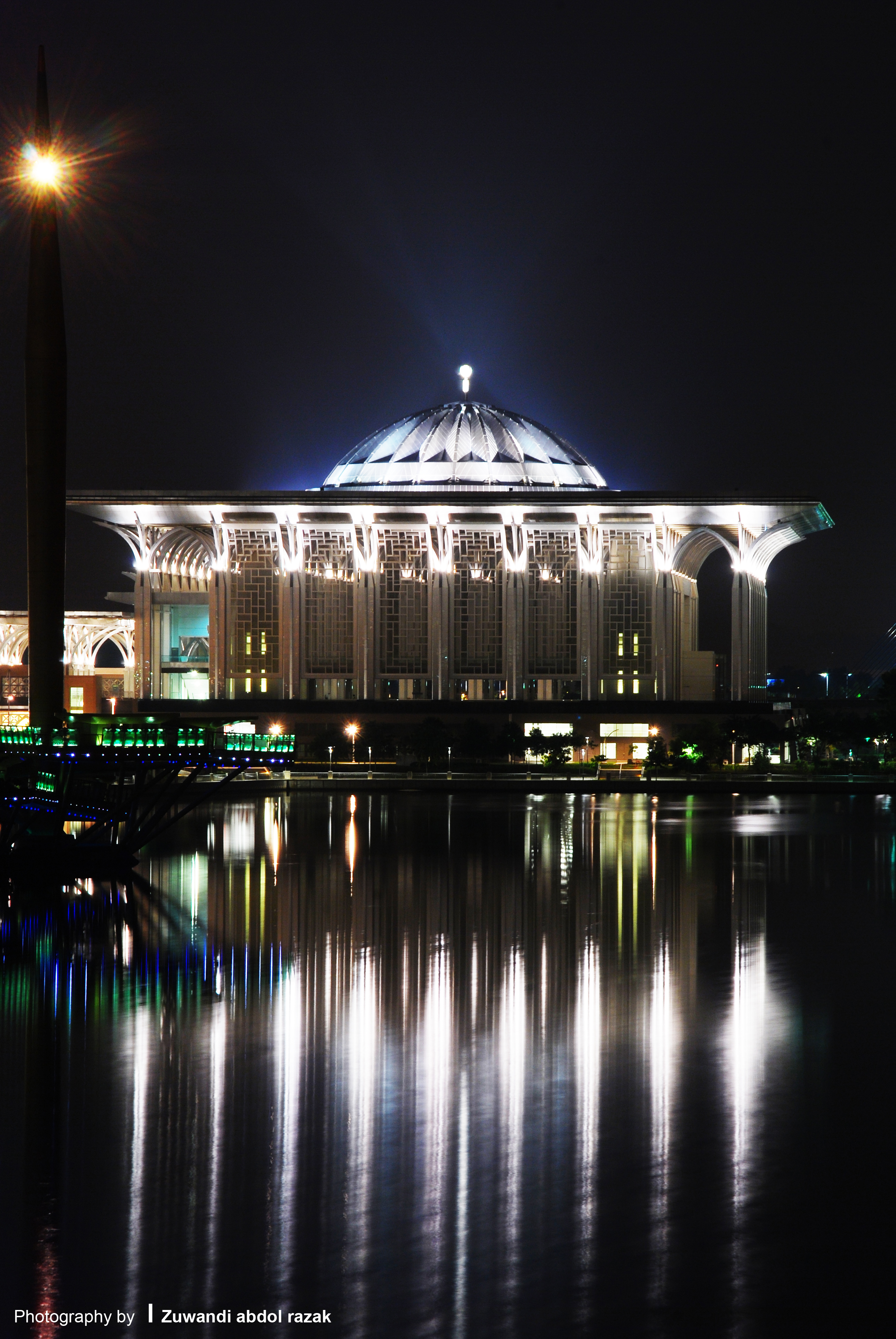
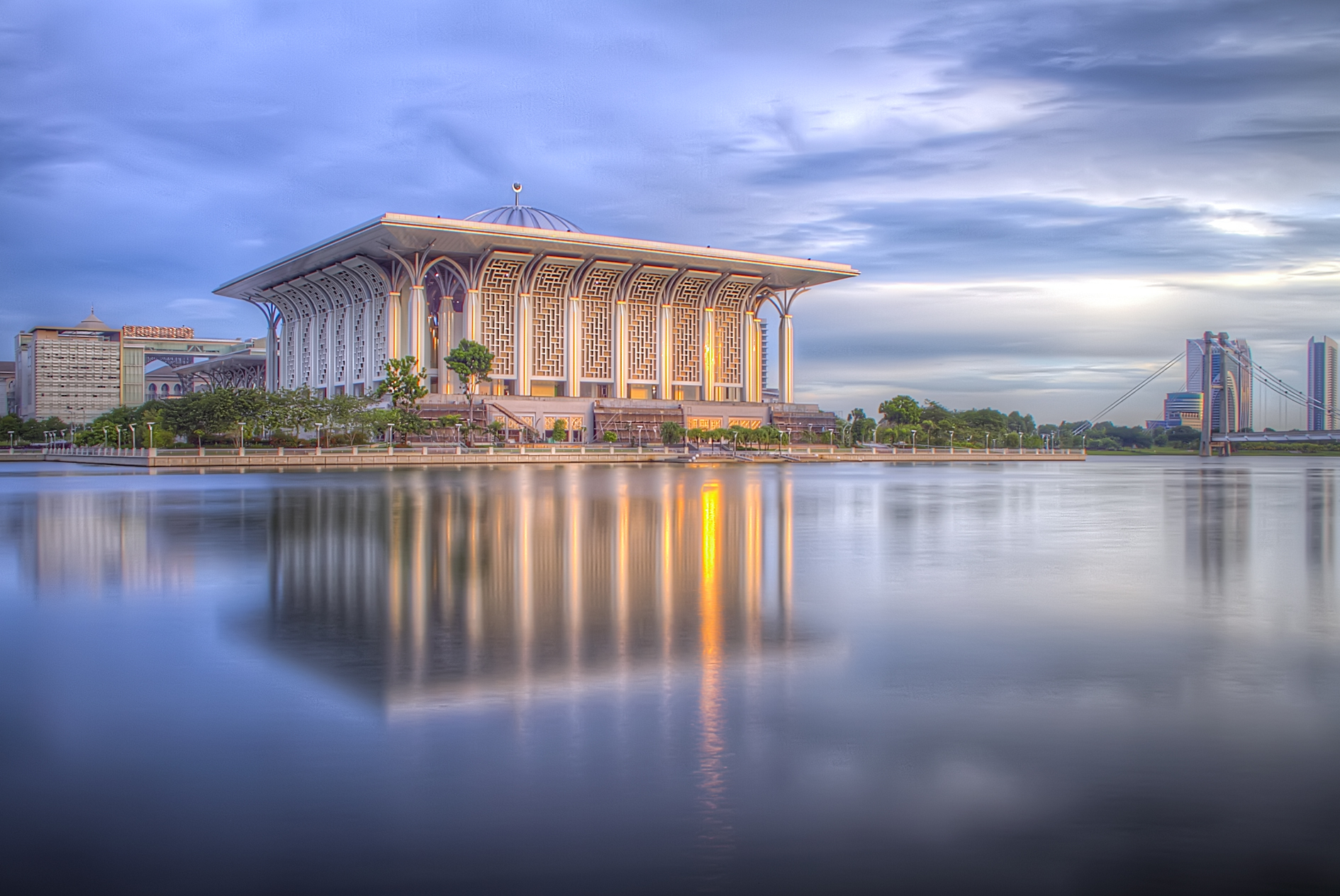